# Lucian Truscott
Lucian King Truscott Jr. (Chatfield, 9 gennaio 1895 – Alexandria, 12 settembre 1965) è stato un generale statunitense.

## Biografia

### I primi anni
Truscott nacque nella contea di Navarro nel Texas, da padre inglese e madre irlandese, aderendo all'esercito statunitense nel 1917. Divenuto ufficiale, divenne secondo luogotenente di cavalleria e prestò servizio in diversi staff tra la prima e la seconda guerra mondiale.

### La seconda guerra mondiale
Nel 1942 l'allora colonnello Truscott venne impiegato nella progettazione e nello sviluppo dei Rangers statunitensi prendendo ispirazione dai commando britannici. Truscott venne promosso brigadiere generale il 19 giugno 1942 e venne assegnato al 1º battaglione Ranger, sotto la direzione di William Darby.
L'8 novembre 1942, come maggior generale, comandò 9 000 uomini del 60º reggimento di fanteria e del 66º reggimento corazzato negli sbarchi di Mehdia e Port Lyautey in Marocco, come parte dell'operazione Torch al comando del generale George Patton.
Truscott ottenne il comando della 3ª divisione di fanteria nell'aprile del 1943, e fu tra i supervisori dello sbarco in Sicilia. Il 10 Luglio 1943 alle ore 2.57 guidava le operazioni di sbarco della JOSS Force USA sbarco in Sicilia ed ebbe luogo lo sbarco a Licata della Terza Divisione Fanteria 3rd Infantry Division. Nei giorni successivi Truscott attraverso il Porto di Licata sbarcò oltre 55 000 soldati e 14 000 autoveicoli.
Quindi avanzò rapidamente con la sua divisione che egli aveva addestrato a marciare secondo il famoso "Truscott trot", una marcia di circa quattro miglia per ora, quasi il doppio rispetto al normale ritmo della fanteria. Verso la metà di settembre del 1943, nove giorni dopo lo sbarco degli alleati, egli guidò lo sbarco a Salerno.
Il 22 gennaio del 1944, la sua divisione partecipò allo sbarco di Anzio come parte del VI Corpo d'armata. Il 22 febbraio, Truscott ottenne il comando del VI corpo, rimpiazzando il comandante precedente, il tenente Generale John Lucas, che si era dimostrato troppo indeciso negli scontri. Truscott venne succeduto al comando della 3ª divisione di fanteria dal maggior generale John "Iron Mike" O'Daniel.
Dopo Anzio, Truscott continuò con il VI Corpo a sostenere gli scontri sul suolo italiano. Ad ogni modo, il suo comando venne liberato dalla prima linea per preparare l'operazione Dragoon, l'assalto anfibio alla Francia meridionale. Il 15 agosto 1944 il VI corpo sbarcò in Francia incontrando inizialmente poca opposizione.
La rapida ritirata della 9ª Armata tedesca consentì agli americani di avanzare trovandosi per metà settembre a Digione.
Il 2 settembre 1944 Truscott venne promosso luogotenente generale, venendo nell'ottobre successivo nominato al comando della XV armata, un comando largamente amministrativo.
Il comando successivo, Truscott lo ottenne nel dicembre del 1944. egli venne promosso al comando della V armata in Italia quando il Luogotenente Generale Mark Wayne Clark venne nominato comandante del XV gruppo d'armata. Truscott guidò l'armata nel duro inverno del 1944–1945, quando molte delle sue formazioni erano in posizione esposta sulle montagne italiane. Con la primavera, ad ogni modo, si ebbe il successo finale con l'abbattimento delle forze tedesche nella penisola.

### Il dopoguerra
Truscott ricevette il comando della III armata dal generale George S. Patton l'8 ottobre 1945, mantenendolo sino all'aprile del 1946. Questo comando includeva anche l'Eastern Military District ovvero le zone della Germania occupate dagli Stati Uniti e quindi la Baviera. Quando la VII armata venne disattivata nel marzo del 1946, Truscott ottenne anche l'amministrazione dei territori del Baden, del Württemberg e dell'Assia-Darmstadt.
Will Lang Jr. di Life scrisse una biografia su Truscott che apparve sulla rivista il 2 ottobre 1944.

### Il ritiro
Dopo il ritiro dall'esercito, il generale Truscott iniziò a lavorare ai suoi libri Command Missions, che venne pubblicato nel 1954 (ISBN 0-89141-364-2), e The Twilight of the U.S. Cavalry (ISBN 0-7006-0932-6), libro quest'ultimo pubblicato dopo la sua morte dal figlio, nel 1989. Sette mesi dopo la pubblicazione di Command Missions, Truscott ottenne la promozione onoraria a generale con quattro stelle.
Nel 1951, Walter Bedell Smith, direttore della CIA, lo nominò "Consulente Speciale presso il Commissario degli Stati Uniti" a Francoforte, in Germania. A dispetto del nome, comunque, egli fu solamente un rappresentante in Germania.
Il generale Truscott morì il 12 settembre 1965, ad Alexandria, Virginia. Il 7 agosto 1994, Sarah Truscott, sua moglie, morì e venne sepolta accanto a lui nel cimitero di Arlington Cemetery. La coppia si era sposata il 27 marzo 1919 ed aveva avuto tre figli, Mary (1920), Lucian K. (1921-2000) e James Joseph (1930).

### Carattere
Truscott aveva una voce piuttosto grave in quanto da piccolo aveva accidentalmente ingerito dell'acido. Egli era molto superstizioso nel vestire, indossava sempre la giacca dell'esercito dei pantaloni color kaki chiaro e un particolare paio di stivali in combattimento. Nella campagna di Sicilia iniziò a indossare una sciarpa bianca che divenne caratteristica.
Famosa fu la frase che un giorno Truscott disse a suo figlio: "Lascia che ti dica una cosa e non dimenticarla mai. Tu giochi per vincere, non per perdere. E tu combatti le guerre per vincere, per V-I-N-C-E-R-E! E ogni buon giocatore in un gioco e un buon combattente in guerra... devono entrambi avere un po' del figlio di puttana dentro di loro! Se non lo è, non è un buon giocatore o comandante... Semplicemente questo! Nessun figlio di puttana, nessun comandante."